# Cathy Ubels-Veen
Cathy Ubels-Veen, née Catharina Veen le 28 octobre 1928 à Kampen et morte le 17 février 2015 à Amsterdam, est une femme politique néerlandaise.

## Biographie
En 1975, elle devient membre du conseil municipal de Dokkum pour le Parti antirévolutionnaire (qui fusionnera en 1980 au sein de l'Appel chrétien-démocrate). En 1982, à la fin de son mandat, elle quitte le parti et se présente aux élections législatives pour le Parti populaire évangélique. Elle est la seule élue de ce parti (1982-1986). Pendant la législature, elle s'oppose à l'établissement de missiles américains sur le sol néerlandais.